# Батальон «Спарта»
80-й отдельный гвардейский разведывательный батальон «Спарта» имени А. С. Павлова — тактическое формирование Сухопутных войск Российской Федерации, ранее Народной милиции Донецкой Народной Республики. Было создано в августе 2014 года на захваченной сепаратистами территории Донецкой области Украины как пророссийское ультранационалистское военное формирование во время поддержанного Россией сепаратистского движения в восточной Украине. В состав батальона вошли служившие в местных силовых структурах, добровольцы и ультраправые из России. Первым командиром батальона был гражданин России Арсен Павлов, также известный как Моторола. После начала полномасштабного российского вторжения в Украину в 2022 году батальон был интегрирован в ВС РФ.
Батальон принял участие в битве при Иловайске и втором сражении за аэропорт Донецка и нескольких других. Согласно информации из журнала Foreign Policy, батальон Спарта имеет «репутацию беспощадного». European Eye on Radicalization отмечал, что батальон использует комбинацию чёрно-жёлто-белого флага и «символов спартанской военной культуры, хорошо известных в ультраправых кругах».
Батальон Спарта обвиняется Украиной и международными организациями в военных преступлениях за их обращение с военнопленными, включая пытки и убийства.

## Состав
Численность батальона оценивалась украинскими СМИ в 300 бойцов (на 1 июля 2016 года). База «Спарты» расположена на территории 10-го корпуса.
Подавляющее большинство бойцов батальона являются жителями Донбасса; в состав подразделения также входят добровольцы из бывших республик СССР. Батальон делится на три роты.
Батальон возглавлял гражданин России Арсен Павлов, также известный как Моторола. 16 октября 2016 года Павлов был убит при взрыве в лифте своего дома. Его сменил Владимир Жога («Воха», 1993—2022), уроженец Славянска, первый заместитель командира батальона. Владимир Жога погиб 5 марта 2022 года. После гибели Владимира Жоги батальон возглавил его отец — Артём Жога.

## История

Эмблема, использовавшаяся до вхождения в состав ВС РФ

Батальон «Спарта» был сформирован в августе 2014 года в Донецке на базе пулемётно-противотанкового взвода Моторолы, который принимал активное участие в противостоянии в Славянске в составе добровольческого батальона Игоря Стрелкова. Именно тогда подразделение стало выполнять самостоятельные задачи. Однако «Спартой» отряд Арсена Павлова начал называться только осенью 2014 года, а в СМИ это название стало упоминаться не ранее октября.
«Спарта» проявила себя в затяжной осаде и последующем захвате Донецкого аэропорта, куда её бойцы впервые прибыли 2 октября 2014 года. 4 октября для «выкуривания» «киборгов» (бойцов ВСУ, державших оборону в подвальных помещениях аэропорта) бойцы «Спарты» заливали подвалы керосином. 6 октября украинские СМИ распространяли информацию о тяжёлых боях и о многочисленных жертвах с обеих сторон, сообщалось даже о гибели командира «Спарты». 8 октября бойцы «Спарты» оборонялись в старом терминале аэропорта от атак ВСУ со стороны Песков. 30 октября «Спарта» на время объединилась с отрядом «Сомали». 16 ноября вновь вспыхнули ожесточённые бои за аэропорт, в ходе которых обе стороны несли тяжёлые потери. 30 ноября бойцы «Спарты» водрузили флаг Донецкой Народной Республики над старым терминалом аэропорта. 19 января 2015 года Донецкий аэропорт был захвачен.
С 9 февраля 2015 года батальон принимал участие в боях в районе Дебальцево, занимая позиции в Углегорске. В апреле 2015 года батальон дислоцировался в районе Широкино.
9 мая 2015 года батальон принял участие в параде Победы в Донецке.
В январе — марте 2016 года «Спарта» занимала позиции в районе Докучаевска.
22 сентября 2016 года батальон был переброшен в Луганскую Народную Республику для предотвращения попытки свержения власти. Позже было заявлено, что батальон пробыл в ЛНР два дня для прикрытия границы на случай вторжения украинской армии.
20 апреля 2022 в боях под Авдеевкой был убит командир второй роты батальона Сергей Агранович, известный под позывным «Водяной».
Батальон принимал участие в боях за Торецк.
- Бойцы батальона во время награждения орденами и медалями. 2014 год

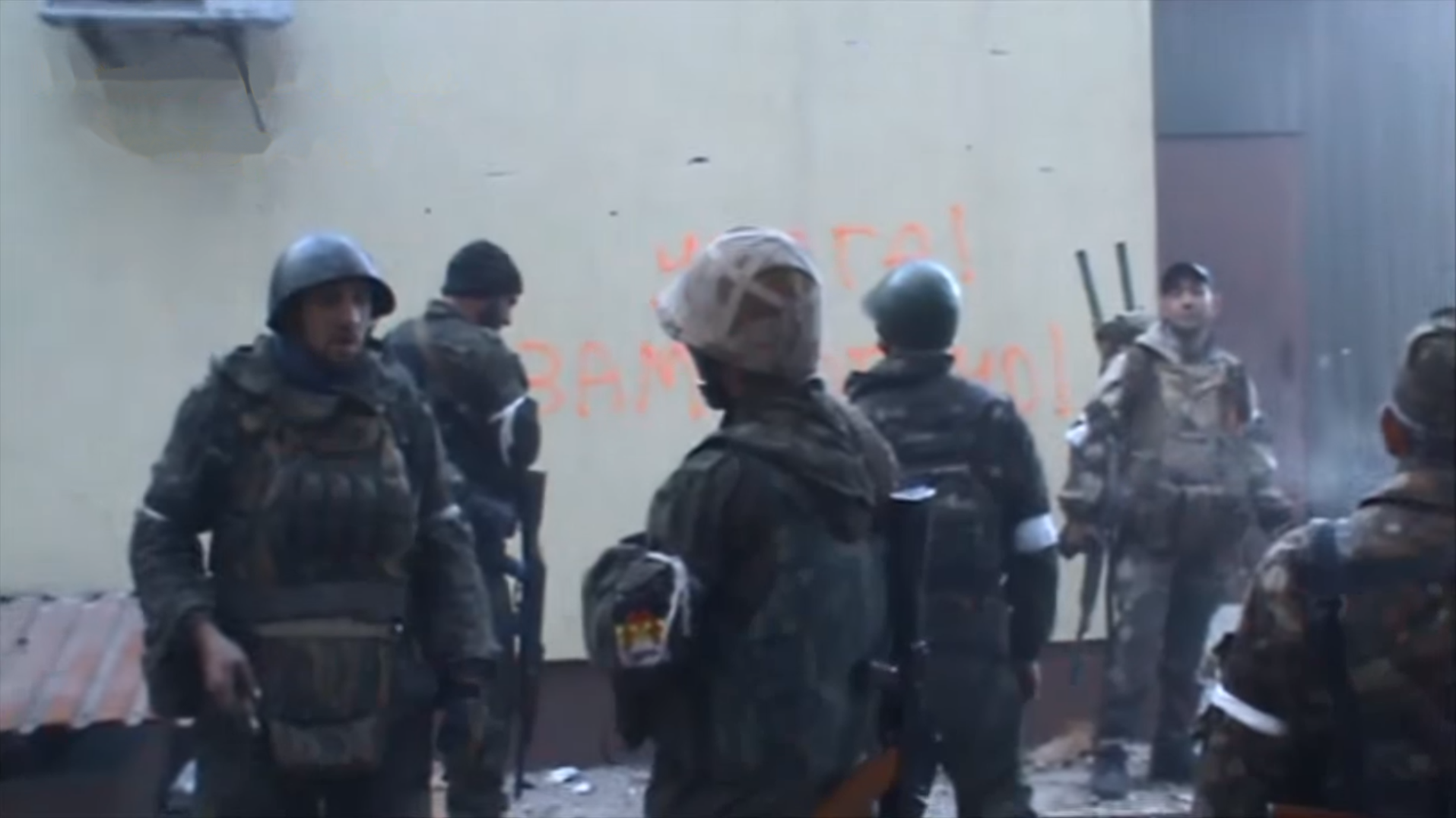
Бойцы «Спарты» во время боёв за Донецкий аэропорт
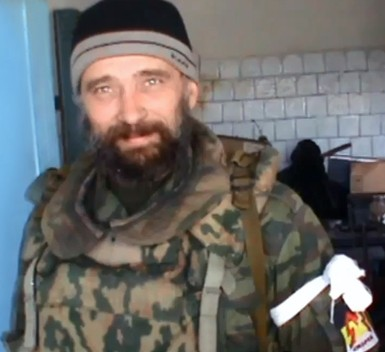
Боец батальона «Спарта» Александр Агранович[31] с позывным «Матрос» во время боёв за Донецкий аэропорт
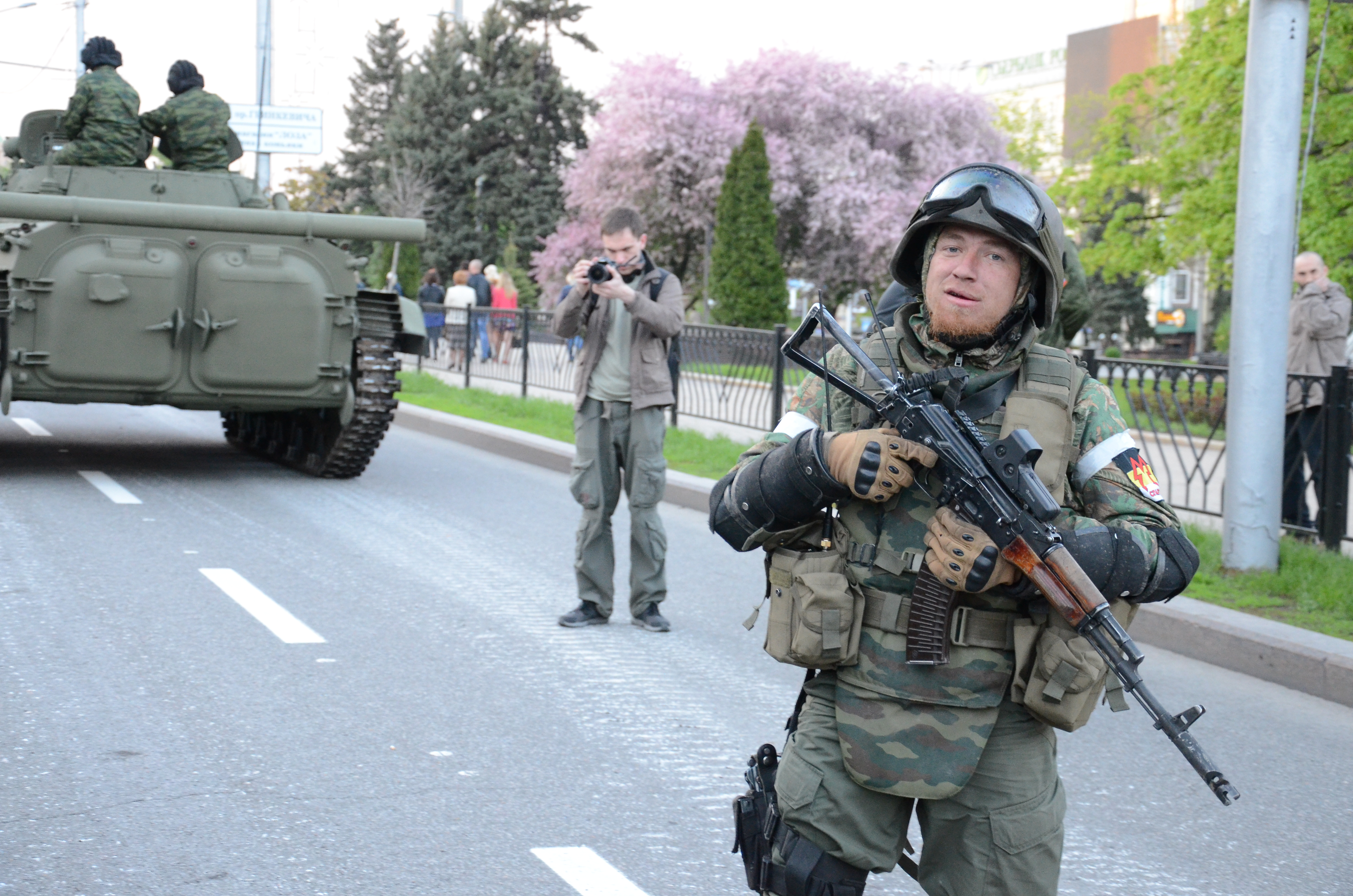
Арсен «Моторола» Павлов с батальонным нарукавным знаком различия на репетиции парада Победы в Донецке в мае 2015 года.
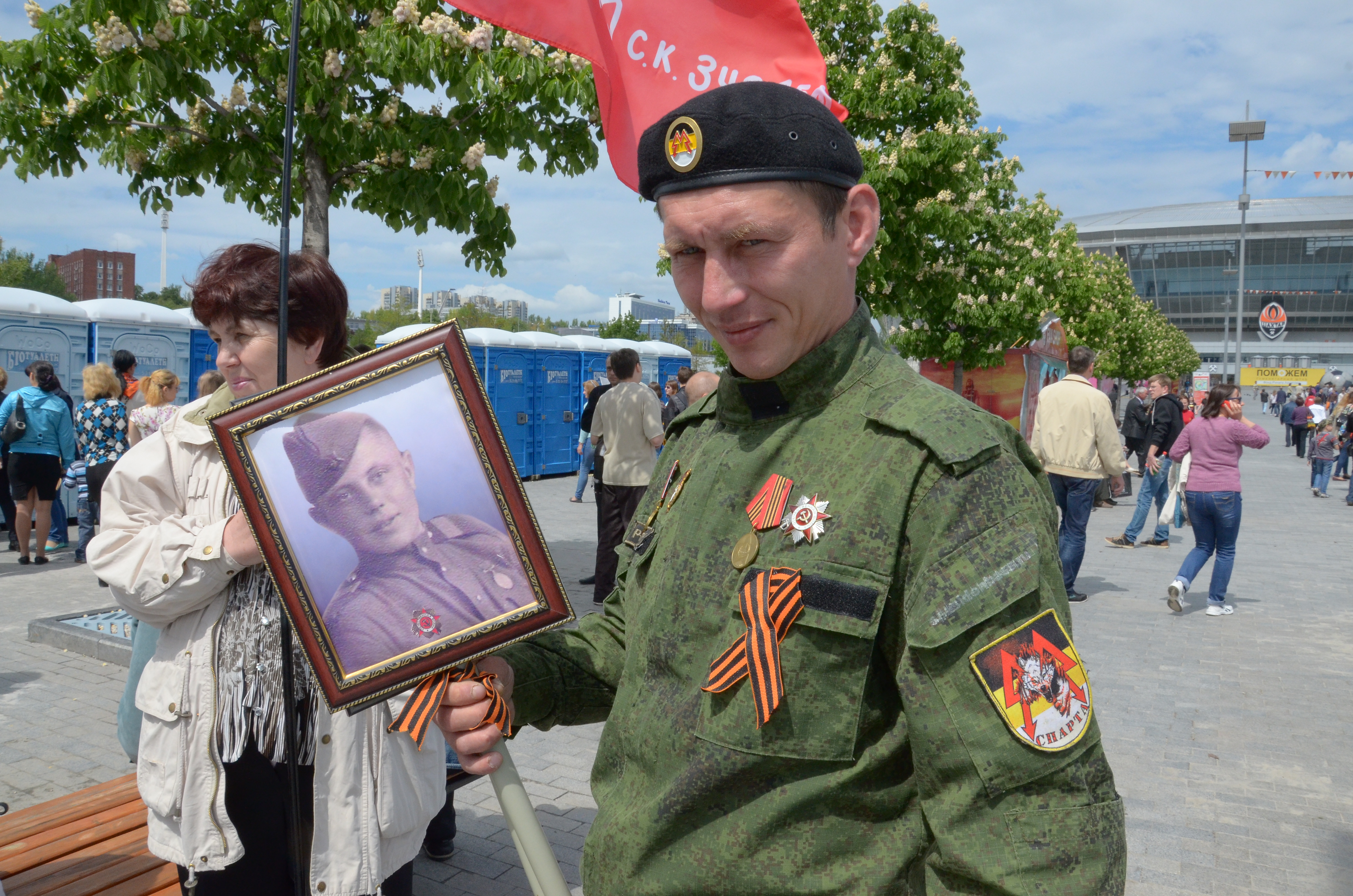
Боец подразделения «Спарта» на параде, 9 мая 2016 года
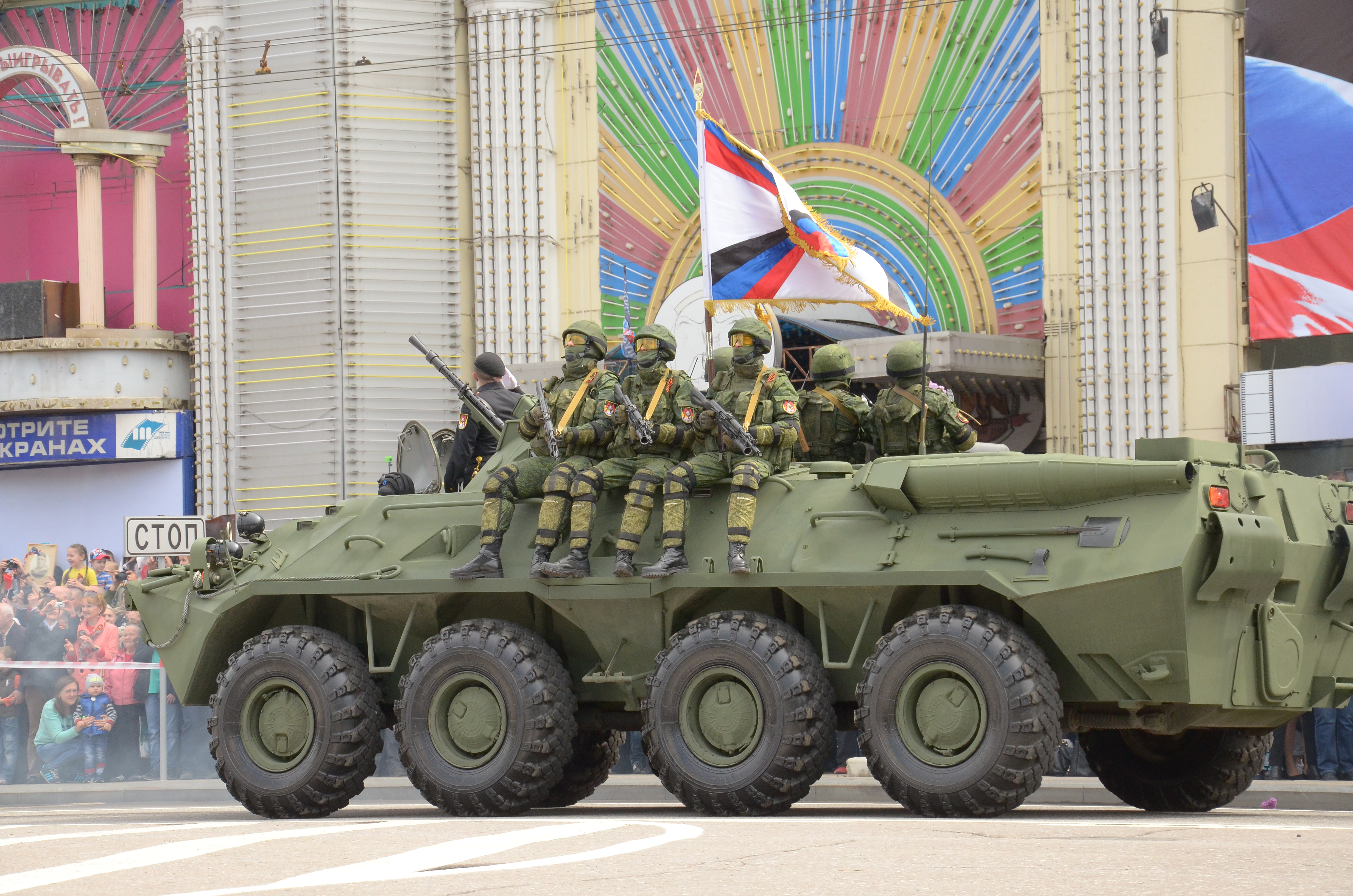
Бойцы «Спарты» во время парада, 9 мая 2016 года

## Обвинения в военных преступлениях
6 апреля 2015 года корреспондент украинской газеты Kyiv Post Олег Сухов опубликовал материал, согласно которому члены батальона «Спарта» пытали украинских военнопленных, после чего некоторые из них были казнены. В этот же период батальон обвинялся в издевательствах, убийствах, пытках, а также создания системы рабства, грубо нарушая Женевские конвенции, из-за чего в феврале СБУ начала расследование деятельности данной группировки. На основании этой статьи международная правозащитная организации Amnesty International заявила, что существующие доказательства подтверждают пытки и убийства украинских военнопленных, и призвала к расследованию военных преступлений и наказанию тех, кто несёт за это ответственность. Украинская сторона обратилась в Интерпол с просьбой объявить командира «Спарты» Арсена Павлова в розыск, однако летом 2016 года получила отказ на основании «политического характера дела Моторолы».
В 2016 году журналист Vice News сообщил, что члены «Спарты» рассказали ему о телах убитых украинских солдат, всё ещё находящихся в Донецком аэропорту, которые члены «Спарты» заставили доставать из развалов украинских военнопленных в 2014 году. Украинцы собирать тела не приходили.

## Символика
Бойцы батальона «Спарта» носят камуфлированную форму с эмблемой батальона на знаках различия (нарукавный, на берете), которая представляет собой чёрно-жёлто-белый флаг Российской империи, поверх которого размещена стилизованная под молнию красная буква М, а под ней — надпись «Спарта». Буква М взята из произведений Дмитрия Глуховского «Метро 2033» и одноимённой серии компьютерных игр, в которых существует организация со схожей символикой и таким же названием (иногда называемая Орденом, или рейнджерами), и борющаяся с мутантами и бандитами на просторах постапокалиптической Москвы и в тоннелях метро. Символика была разработана дизайнерским отделом газеты «Новороссия» в 2014 году в соответствии с личными пожеланиями командира батальона Арсена Павлова и не была согласована с Глуховским, не желавшим, чтобы символика из его произведений становилась знаком реальных военных организаций.

## Санкции
В феврале 2015 года батальон «Спарта» был внесён в санкционный список Евросоюза как «вооружённая сепаратистская группа, которая активно поддерживает действия, подрывающие территориальную целостность, суверенитет и независимость Украины и продолжающие дестабилизировать ситуацию на Украине».
Также находится под санкциями Великобритании, Канады, Швейцарии, Австралии, Украины и Новой Зеландии

## В культуре
- «Спартанцы. Пулемётчик Паша» (2018) — документальный фильм Максима Фадеева.
- «Это Спарта! Братан» (2015) — документальный фильм Максима Фадеева.

## Отличившиеся воины
- гвардии полковник Павлов, Арсен Сергеевич†
- гвардии полковник Жога, Владимир Артёмович†
- гвардии полковник Жога, Артём Владимирович